# Bodrogkeresztúr
Bodrogkeresztúr là một thị trấn thuộc hạt Borsod-Abaúj-Zemplén, Hungary. Thị trấn này có diện tích 29,87 km², dân số năm 2010 là 1134 người, mật độ 38 người/km².